# Un homme est mort (film, 2018)
Pour les articles homonymes, voir Un homme est mort.
Pour plus de détails, voir Fiche technique et Distribution.
Un homme est mort est un film d’animation français réalisé par Olivier Cossu, sorti en 2018. Il est adapté de la bande dessinée éponyme d'Étienne Davodeau, sorti en octobre 2006 chez Futuropolis.

## Synopsis
En 1950, il ne reste rien de la ville de Brest. Les bombardements et les combats ont tout détruit. Il faut tout reconstruire. Les milliers d’ouvriers chargés de cette mission vont très vite réclamer de meilleurs salaires. Les grèves et les manifestations se succèdent.
P’tit Zef, Edouard et Désiré participent au grand rassemblement du 17 avril, quand des affrontements éclatent. Les policiers tirent dans la foule, blessent certains manifestants et tuent l’un d’entre eux.
La CGT fait alors appel au cinéaste engagé, René Vautier, afin de filmer cette lutte.

## Fiche technique
- Réalisation : Olivier Cossu
- Auteur : Kris, Sébastien Oursel, Étienne Davodeau, Guillaume Mautalent
- Production : Les Armateurs, ARTE France
- Montage : Benjamin Massoubre
- Musique originale : Pablo Pico, Yan Volsy
- Son : Kevin Feildel
- Voix : Clet Beyer (P’tit Zef), Achille Grimaud (René Vautier), Tangi Merien (Pierre Mazé/Désiré), Thierry Barbet (Jo)
- Organismes détendeurs ou dépositaires : Les Armateurs et Éditions Montparnasse

## Distinctions
- 28 janvier 2019 - Prix de la meilleure fiction TV 2018 remis par le Syndicat Français de la Critique de Cinéma[1],[2]
- 8-9 décembre 2018 - L’Emile Award de la meilleure musique originale[1]
- 4-8 décembre 2018 - Prix des collégiens au Festival du film politique de Carcassonne[3]
- 16-21 mars 2018 - Prix du public au FICAM Meknès[4]

## Réception critique
En France, l'accueil critique dans la presse généraliste est favorable.
Le Télégramme note que « malgré un budget limité l'adaptation donne à voir une reconstitution de Brest en 3D qui fonctionne super bien. De même, l'une des vraies réussites du film est l'atmosphère très brestoise qui s'en dégage, sublimée par une musique et un son fabuleux ».
D'après Arte. « Librement adapté de la BD de Kris et Étienne Davodeau, ce magnifique film d'animation rend un vibrant hommage au combat des ouvriers brestois pendant les grèves de 1950. »
Dans Télérama, Marc Belpois écrit « Cette adaptation de la fameuse bande dessinée de Kris et Etienne Davodeau prend le parti de s’en affranchir, et c’est heureux, à quoi bon refaire la même chose. Plutôt que René Vautier, c’est désormais Ti-Zef qui est au centre du jeu. Ti-Zef l’écorché vif, l’ouvrier militant tout entier voué à sa cause ».